# تپه اسلام‌آباد بزرو
تپه اسلام‌آباد بزرو مربوط به سده‌های میانه دوران‌های تاریخی پس از اسلام است و در شهرستان صحنه، روستای بزرو واقع شده و این اثر در تاریخ ۱۸ خرداد ۱۳۸۴ با شمارهٔ ثبت ۱۱۸۲۸ به‌عنوان یکی از آثار ملی ایران به ثبت رسیده است.